# Balitora eddsi
Balitora eddsi är en fiskart som beskrevs av Conway och Richard L. Mayden 2010. Balitora eddsi ingår i släktet Balitora och familjen grönlingsfiskar. IUCN kategoriserar arten globalt som livskraftig. Inga underarter finns listade.